# Mowgli: Legend of the Jungle
Mowgli: Legend of the Jungle (titulada Mowgli: La leyenda de  la selva en España y Mowgli: Relatos del libro de la selva en Hispanoamérica) es una película británica de aventuras y fantasía de 2018 rodada en imagen real, dirigida por Andy Serkis con un guion escrito por Callie Kloves y basada en el libro El libro de la selva de Rudyard Kipling. La película está protagonizada por Rohan Chand como Mowgli, Benedict Cumberbatch como Shere Khan, Christian Bale como Bagheera, Cate Blanchett como Kaa, Serkis como Baloo, Naomie Harris como Nisha y Tom Hollander como Tabaqui. La fotografía principal comenzó el 9 de marzo de 2017.

## Sinopsis
La historia narra la educación que tuvo Mowgli, quien fue criado en las selvas de India por una manada de lobos, en donde aprende las reglas de la jungla. Bajo el cuidado de un oso llamado Baloo y una pantera llamada Bagheera, Mowgli logra ser aceptado por los animales de la jungla, quienes lo consideran uno más de ellos. Por todos menos uno: el malvado y temido tigre Shere Khan. Pero los peligros son aún mayores cuando Mowgli debe enfrentarse a sus orígenes humanos.
Al comienzo de la película Mowgli tiene como objetivo pasar la prueba de la manada de lobos, para así demostrarles a todos que él no es diferente y que puede pertenecer al grupo, a raíz de problemas este es obligado a ir con sus orígenes humanos para así estar a salvo de la persecución de Shere Khan, pero Mowgli no se rinde y decide ir a la selva otra vez para tomar venganza del tigre y acabar con todos los problemas de la misma.

## Argumento
En la jungla, Kaa, una pitón y vidente de la India, observa a Shere Khan, un tigre siberiano hambriento, que viola la ley de la jungla al cazar a una familia de humanos, con solo un niño escapando. Bagheera, una pantera atraída por la escena, rescata al hombre-cachorro, Mowgli, y lo lleva a una familia de lobos indios criados por Nisha y Vihaan,  Tabaqui, el compinche zorro de Shere Khan, para encontrar al niño antes de que se encuentre lejos. Llevan al bebé Mowgli ante el consejo de los lobos y a Akela, el líder de la manada, para decidir su destino con Bagheera comprando su vida con un asesinato y con Baloo armados para ponerse de acuerdo. Shere Khan llega para matar a Mowgli, pero Akela lo detiene, diciendo que el niño ahora está bajo la protección de la manada y obliga a Shere Khan a irse. Shere Khan jura que regresaría cuando Akela extraviara a su presa.
8 años después, Mowgli vive entre la manada de lobos.  Un día, Mowgli va a bañarse en el rio y se encuentra con Shere Khan. Se las arregla para escapar del tigre, pero luego cae en un hoyo y es salvado por un elefante asiático de Sri Lanka anciano al que le falta un colmillo. Bagheera encuentra a Mowgli y lo lleva a casa.  Aunque Bagheera le revela a Mowgli que él es un ser humano y que estará a salvo si va a la Aldea del Hombre, Mowgli declara que desea ser un lobo y adaptarse a su modo de vida. Declara que solo irá si falla en la prueba del paquete, lo que determinaría si puede convertirse en un miembro completo del paquete.
Durante el juicio, Bagheera, actuando como un depredador para perseguir a los lobos jóvenes y probar su fuerza, persigue a Mowgli continuamente y hace que falle cuando él hubiera entrado primero. Mientras Baloo regaña a Bagheera por ser demasiado agresivo, Mowgli es secuestrado por el registro de Bandar-Logs reclutados por Shere Khan.  Shere Khan intenta matar a Mowgli mientras está inconsciente, pero Baloo y Bagheera lo detienen. Durante su batalla con los monos de Shere Khan, están abrumados, solo para que Kaa aparezca y salve a Mowgli.
Mowgli se entera de que Kaa lo ha estado observando todo el tiempo y que ella cree que él tiene el poder de cambiar la jungla. Luego lo dirige para que se enfrente a Shere Khan, quien nuevamente está desafiando a Akela por Mowgli cuando finalmente perdió a su presa. Mowgli detiene al tigre y a los rivales de Akela con fuego tomado de Man-Village, pero se avergüenza de los ojos de Akela y se ve obligado a abandonar la manada. En Man-Village, Mowgli es capturado por los aldeanos cuando el cazador colonial británico John Lockwood lo noquea.  Bagheera lo visita y le dice tristemente que se quede, alentando al niño a que se gane su confianza, como hizo Bagheera para escapar del cautiverio cuando era joven. Mowgli lentamente comienza a disfrutar de la vida humana y de la aldea, siendo criado por la amable Messua y aprendiendo habilidades de caza de Lockwood.
Sin embargo, la actitud de Mowgli hacia Lockwood cambia cuando ve que Lockwood es un criminal que caza por deporte y ha matado a Bhoot, un amigo lobo albino de Mowgli.  También se entera de que Shere Khan ha llevado a los lobos leales a Akela al borde de la jungla después de haber sido informado por el Hermano Gris. Mowgli se reúne con Baloo, Bagheera y la manada de lobos, declarando que Shere Khan debe morir. Los animales se sienten obligados a permanecer fuera del conflicto, ya que violaría la ley de la selva para luchar contra Shere Khan.
Independientemente, Mowgli continúa con su plan y atrae a Shere Khan hasta el borde de la aldea, donde con la ayuda de los elefantes machos, hiere mortalmente al tigre mientras Tabaqui huye. Sin embargo, Lockwood accidentalmente hiere a Mowgli con una bala al intentar matar al tigre y dispara a Akela cuando el lobo salva a Mowgli de Shere Khan. Lockwood es asesinado por el elefante con los colmillos rotos antes de que pueda hacer más daño y los otros animales se reúnen con Mowgli al ver su resolución. Akela le da a Mowgli su bendición de liderar las criaturas de la selva y la manada de lobos antes de que muera pacíficamente.  Mowgli decide abandonar la aldea y regresa a la jungla, donde apuñala al herido Shere Khan, finalmente mata al tigre y termina su reinado de terror. Mowgli es aceptado como miembro de la jungla.
Kaa continúa diciendo que con Shere Khan y Lockwood desaparecidos, Mowgli le dio una voz a la jungla.
Mientras Mowgli vivió y la cuidó, hubo paz en la jungla.

## Reparto

### Actores filmados en imagen real
- Rohan Chand como Mowgli.[1]
- Matthew Rhys como John Lockwood.[2]
- Freida Pinto como Messua.[3]

### Actuaciones con captura de movimiento
- Andy Serkis como Baloo.[4]
- Benedict Cumberbatch como Shere Khan.[5]
- Christian Bale como Bagheera.[6]
- Cate Blanchett como Kaa.[7]
- Tom Hollander como Tabaqui.[8]
- Peter Mullan como Akela.[8]
- Naomie Harris como Nisha.[8]
- Eddie Marsan como Vihaan.[8]
- Jack Reynor como Hermano Lobo.[8]

## Producción

### Desarrollo
El 27 de abril de 2012, se anunció que Warner Bros. Pictures estaba desarrollando una versión en imagen real de El libro de la selva de Rudyard Kipling, con Steve Kloves en conversaciones para escribir, dirigir y producir la película sobre un niño huérfano, Mowgli, quien fue criado en la selva por animales. De acuerdo a un informe de TheWrap publicado el 4 de diciembre de 2013 Alejandro González Iñárritu estaba en conversaciones para dirigir la película, con un guion de Callie Kloves, mientras que Steve Kloves, quien había sido anunciado anteriormente como escritor y director, produciría la película. El 9 de enero de 2014, González Iñárritu abandonó el proyecto debido a conflictos de programación con otras cintas de su autoría, Birdman y El renacido. El 14 de febrero de 2014 se anunció que Ron Howard estaba en conversaciones para dirigir y también producir la película junto a Brian Grazer a través de su empresa, Imagine Entertainment. El 20 de marzo de 2014 se anunció que Andy Serkis sería el director y que produciría la película con Jonathan Cavendish, su compañero en The Imaginarium Studios, además de Steve Kloves. El diseño de producción estuvo a cargo de Gary Freeman, el montaje a cargo de Mark Sanger y el diseño de vestuario a cargo de Alexandra Byrne.
El 19 de agosto de 2014, Benedict Cumberbatch se unió al reparto de la película para interpretar el papel del villano de la película, el tigre Shere Khan. Christian Bale, Cate Blanchett, Naomie Harris, Tom Hollander, Eddie Marsan, Peter Mullan y Rohan Chand fueron anunciados como miembros del elenco al día siguiente. Jack Reynor fue incluido en el elenco el 9 de marzo de 2015, para interpretar al hermano lobo de Mowgli. El 1 de abril de 2015 se anunció que Matthew Rhys se encontraba en conversaciones para interpretar el papel humano de John Lockwood, un cazador que se cruza con Mowgli. El 8 de mayo de 2015, se confirmó que Freida Pinto interpretaría un papel humano no especificado junto con Rhys y Chand.

### Rodaje
La fotografía principal comenzó oficialmente el 9 de marzo de 2015 y tuvo mucho éxito.

## Estreno
La película fue inicialmente programada para su estreno el 21 de octubre de 2016. El 11 de diciembre de 2014, Warner Bros. cambió la fecha al 6 de octubre de 2017, debido a que necesitaban más tiempo para trabajar en los efectos especiales. Finalmente, fue estrenada en cines seleccionados el 30 de noviembre de 2018, antes de su estreno absoluto el 7 de diciembre de 2018 en Netflix.

## Recepción
Mowgli: Legend of the Jungle ha recibido reseñas generalmente mixtas de parte de la crítica y ligeramente más positivas de la audiencia. En el sitio web especializado Rotten Tomatoes, la película posee una aprobación de 52%, basada en 107 reseñas, con una calificación de 5.5/10 y con un consenso que dice: "Mowgli: Legend of the Jungle ofrece impresionantes efectos especiales al lado más oscuro de su fuente clásica, pero pierde de vista el corazón de la historia en el camino." De parte de la audiencia tiene una aprobación de 51%, basada en 1484 votos, con una calificación de 3.3/5.
El sitio web Metacritic le ha dado a la película una puntuación de 51 de 100, basada en 22 reseñas, indicando "reseñas mixtas". En el sitio IMDb los usuarios le han dado una calificación de 6.5/10, sobre la base de 62 526 votos. En la página FilmAffinity la cinta tiene una calificación de 5.7/10, basada en 6644 votos.